# Alta Córcega
Alta Córcega (2B) (en francés: Haute-Corse, en corso: Corsica Suprana) es uno de los departamentos franceses de la isla de Córcega. Limita al norte y al oeste con el mar Mediterráneo, al este con el mar Tirreno y al sur y al suroeste con el departamento de Córcega del Sur. Su capital es la ciudad de Bastia.

## Geografía
- Altitudes extremas: máxima 2.706 m (Monte Cinto), mínima 0 m (costa mediterránea).
- Carretera más alta: D169 en el refugio de Capanelle 1.630 m.
- Otras cumbres: Monte Rotondo 2.622 m, Punta Minuta 2.556 m, Monte Falo 2.549 m, Paglia Orba 2.525 m, Monte Cardo 2.453 m, La Maniccia 2.425 m, Monte d'Oro 2.389 m, Monte Renoso 2.352 m.
- Lagos: el más extenso es el Étang de Biguglia, de 18 km²; el situado a mayor altura es el Lac du Cinto, a 2.460 m.
- Los principales ríos son el Golo y el Tavignano.

## Demografía
| 1962    | 1968    | 1975    | 1982    | 1990    | 1999    |
| ------- | ------- | ------- | ------- | ------- | ------- |
| 101.106 | 115.702 | 125.284 | 131.574 | 131.563 | 141.603 |

Ciudades principales: (nombre en corso)
- Bastia (Bastia) - Capital
- Corte (Corti)
- Borgo (U Borgu)
- Calvi (Calvi)
- Aleria (Aleria)
- Ghisonaccia (Ghisunaccia)
- Vescovato (Vescovatu)
- Ventiseri (Vintiseri)
- Prunelli-di-Fiumorbo (Prunelli di Fiumorbu)
- Cervione (Cervioni)
- Saint-Florent (San Fiurenzu)

## Historia
Este departamento fue oficialmente constituido el 1 de enero de 1976, aunque estaba prevista su creación desde el 15 de mayo de 1975, cuando se promulgó la ley que determinaba la actual división de la isla. Sus límites se corresponden con los del antiguo departamento de Golo, que existió desde 1793 hasta 1811.
- Datos: Q3334
- Multimedia: Haute-Corse / Q3334